# Xysticus quadrispinus
Xysticus quadrispinus är en spindelart som beskrevs av Lodovico di Caporiacco 1933. Xysticus quadrispinus ingår i släktet Xysticus och familjen krabbspindlar.
Artens utbredningsområde är Libya. Utöver nominatformen finns också underarten X. q. concolor.